# Henry Stephens Salt
Henry Stephens Salt (Nainital, 20 settembre 1851 – Surrey, 19 aprile 1939) è stato un attivista, saggista, docente e critico letterario inglese.

## Biografia
Figlio di un colonnello dell'esercito britannico, nacque in India, dove suo padre stava svolgendo il servizio militare ma pochi mesi dopo la nascita i suoi familiari tornarono in Inghilterra. Studiò all'Eton College per poi laurearsi all'Università di Cambridge nel 1875; dopo il completamento degli studi tornò a Eton, dove divenne insegnante di materie classiche. Nel 1879 sposò Kate Joynes, con la quale si trasferì nel 1884 a Surrey, piccolo borgo in cui condusse una vita semplice e modesta da pensionato, iniziando al contempo l'attività letteraria.
Nel 1891 fondò la Humanitarian League per combattere la disuguaglianza e l'ingiustizia verso gli esseri umani (Salt, che era un sodale di Pëtr Alekseevič Kropotkin, fu attivista politico per l'abolizione della pena di morte e per la riforma del sistema carcerario), ma anche per combattere le crudeltà commesse ai danni delle altre specie; coniò infatti l'espressione animal rights (cioè diritti degli animali), difendendo tali diritti in numerose opere, fra le quali Animals' Rights: Considered in Relation to Social Progress (I diritti animali considerati in relazione al progresso sociale) e Plea for Vegetarianism (Difesa del Vegetarianismo), opere lette ed apprezzate da autori come George Bernard Shaw ed il Mahatma Gandhi.
Salt desiderava nascesse un movimento più incisivo rispetto a quello per la protezione degli animali già esistente in Gran Bretagna e lottò ardentemente per l'abolizione della vivisezione e per la diffusione delle ragioni etiche del vegetarianismo. Curò anche la rivista Humane Review e fu amico e "scopritore" di George Bernard Shaw (anch'egli vegetariano), facendo in modo di farlo assumere come recensore dalla testata Pall Mall Gazette. Tra gli altri suoi amici celebri si ricordano Algernon Swinburne, John Galsworthy, Thomas Hardy, Rudyard Kipling, Havelock Ellis, Lev Tolstoj, William Morris, il già citato Kropotkin, Ouida, Robert Cunninghame-Graham, Keir Hardie, Hubert Bland e Annie Besant.